# Michel Faure (journaliste)
 (septembre 2019).
Pour les articles homonymes, voir Michel Faure et Faure.
Michel Faure, né le 28 novembre 1950 à Neuilly-sur-Seine, est un journaliste, écrivain et traducteur français, spécialiste de l'Amérique latine. Il est membre honoraire de l'Association de la presse diplomatique française (APDF).  

## Biographie

### Famille et formation
Michel Faure est le fils d'André Faure, polytechnicien et haut fonctionnaire, et d'Odette Martin, sans profession.
Après des études au lycée Albert-Camus à Bois-Colombes, puis au lycée Henri-IV à Paris, il obtient une licence de droit à l'université Paris-II (1973). Il est également diplômé de l'Institut d'études politiques de Paris (1973) et du Centre de formation des journalistes (CFJ), rue du Louvre à Paris (1974). 

### Journalisme
Après un stage au service financier de l'agence Reuters, puis à l'Agence France-Presse (AFP), Michel Faure part en Ouganda en février 1975 comme coopérant, au titre du service national, pour diriger l'agence de presse locale, la Uganda News Agency (UNA) dans des conditions difficiles, alors que ce pays d'Afrique de l'Est est présidé par Idi Amin Dada. Dans un livre collectif intitulé Les Figures du mal, le journaliste Jean-Pierre Langellier évoque ce moment : « En 1975, le journaliste français Michel Faure, à l'époque jeune coopérant à Kampala, est témoin de l'humiliation infligée à l'université de Makerere le jour où le tyran, à moitié illettré, se fait décerner le grand collier de Chancelier ».
À son retour à Paris, en mai 1976, il est engagé par l'AFP qui le nomme en 1978 rédacteur au bureau de New York. Il couvre notamment l'accident de la centrale nucléaire de Three Mile Island, en Pennsylvanie, en 1979. Il quitte l'AFP à la fin de la même année pour se lancer dans l'aventure de Paris-Hebdo, un « city-magazine » à l'américaine publié par Jean-Louis Servan-Schreiber et dirigé par Jean-François Fogel et Jean-Louis Hue. Ce magazine est un échec et s'arrête en mars 1980, trois mois après son lancement.

#### Libération
Michel Faure entre en avril 1980 au service étranger du quotidien Libération, d'abord comme reporter, puis, de mai 1981 à janvier 1983, comme chef de ce service.
En janvier 1983, il devient le correspondant de Libération à Washington. Il y reste quatre ans et écrit quasiment tous les jours un article sur la nouvelle Amérique de Ronald Reagan. Avec six autres correspondants de quotidiens étrangers représentant chacun un pays du G7, il est le Français du groupe et réalise avec ses confrères à la Maison-Blanche une longue interview collective du président américain quelques jours avant le sommet de Bonn, en mai 1985. Durant ce séjour à Washington, il suit aussi les conflits d'Amérique centrale et part à Mexico comme envoyé spécial, à l'occasion du grand tremblement de terre du 19 septembre 1985, qui fait plus de dix mille morts et trente mille blessés.
En janvier 1987, Michel Faure est nommé correspondant de Libération en République fédérale d'Allemagne (RFA) et s'installe à Bonn, sa capitale. Il écrit l'actualité d'un pays divisé en première ligne d'une Guerre froide finissante. Il collabore à deux numéros spéciaux du journal britannique The Financial Times sur l'Allemagne. Il devient également le correspondant en Allemagne du service français de la BBC.
En mai 1989, il quitte Bonn avec des sentiments mêlés qu'il exprime dans un article de Libération et dans la revue Débats, et rejoint la rédaction de l'hebdomadaire L'Express.

#### L'Express
Michel Faure entre à L'Express alors que s'ouvre, après la chute du mur de Berlin, une nouvelle ère en Europe de l'Est et dans l'URSS agonisante. Il réalise de nombreux reportages dans cette région, dont l'un dans la ville natale de Lénine, Oulianovsk, en janvier 1990, où s'expriment les frustrations et les espérances de citoyens soviétiques ordinaires en cette période de perestroika et de glasnost. Dans le cadre d'une collaboration entre L'Express et la radio Europe 1, il réalise au printemps 1993, avec le journaliste d'Europe 1 François Clauss, une série d'articles et d'interviews durant huit semaines intitulée « Réinventons la France ». Une autre série, en mars 1994, réunissant toujours les deux médias et les deux mêmes journalistes, est constituée de reportages, écrits et sonores, et d'entretiens avec l'historien du Moyen Âge Georges Duby, intitulée « An 1000, an 2000, enquête sur la fin des millénaires ». 
En 1994, la nouvelle directrice de la rédaction, Christine Ockrent, charge Michel Faure de suivre la campagne présidentielle de 1995. Il publie des Carnets de campagne et un billet politique hebdomadaire.
En 1996, il renoue avec les grands reportages et s'intéresse plus particulièrement à l'Espagne et à l'Amérique latine. Il publie de nombreuses interviews de personnalités latino-américaines, du président mexicain Vicente Fox au chanteur brésilien Caetano Veloso, en passant par Rigoberta Menchú, prix Nobel de la paix, le candidat Lula, le président Fernando Henrique Cardoso, son homologue colombien Andres Pastrana, l'architecte Oscar Niemeyer, le cinéaste brésilien Walter Salles, le poète argentin Juan Gelman ou encore le dissident cubain Osvaldo Paya.
Après le refus de la direction de la rédaction de le laisser s'installer à Madrid pour y suivre l'actualité de l'Espagne et de l'Amérique latine, il quitte L'Express le 31 décembre 2004.

#### Journaliste indépendant
Michel Faure devient journaliste indépendant. Il écrit, notamment sur l'Espagne et le Portugal, pour Ouest-France, Les Dernières Nouvelles d'Alsace, la Revue des Deux Mondes, Le Monde et Le Monde 2, le magazine hebdomadaire du quotidien, la revue Politique Internationale pour laquelle il a mené, notamment, un long entretien avec Mario Vargas Llosa intitulé "Liberté, j'écris ton nom". Durant le printemps 2006, il réalise au Chili, au Pérou, au Brésil, en Équateur, au Nicaragua et au Venezuela une série d'été pour le quotidien Le Monde sur la montée de la gauche en Amérique latine. Cette série est reprise par le quotidien Le Temps, de Genève et par le Guardian Weekly au Royaume-Uni.
Il collabore avec le site web Rue89 en 2010 et ouvre une rubrique, « Panamericana », qui traite de l'actualité latino-américaine. Il écrit également sur la politique française et l'Europe pour les sites web Atlantico et Contrepoints. Depuis 2019, il écrit régulièrement pour la revue de géopolitique Conflits.
Écrivain
Depuis 1997, Michel Faure a écrit de nombreux livres, et en a traduit beaucoup d'autres de l'anglais au français. Plusieurs sont consacrés à l'Amérique latine, notamment une histoire du Brésil, deux essais sur Cuba et une biographie d'Augusto Pinochet. Un autre raconte l'Espagne de Juan Carlos. Il a également écrit avec Eric Cheysson deux livres sur l'Afghanistan. Il traduit l'autobiographie de Qais Akbar Omar, A Fort of Nine Towers (en) qui paraît en 2014 sous le titre "Kaboul était un vaste jardin, histoire d'une famille afghane". Enfin, Il a aussi écrit la première biographie française du roi Charles III.  

### Engagement politique
Michel Faure est un militant libéral. Il adhère en 2013 au Parti libéral démocrate (PLD), présidé par Aurélien Véron et devient membre du bureau national de ce parti. Il le quitte quand celui-ci se dissous en rejoignant Objectif France en 2019. Il quitte la même année le parti européen ALDE (Alliance des démocrates et des libéraux pour l'Europe), qu'il avait rejoint en 2017 en tant que membre individuel, quand celui-ci s'associe en vue des élections européennes de mai 2019 avec La République en marche. Il rejoint en 2023 le parti Nouvelle Énergie que préside David Lisnard.

### Traductions
- David Rothkopf (trad. Michel Faure), La Caste, Paris, Robert Laffont, 2009 (ISBN 2221106830)
- Jonathan Franklin (trad. Michel Faure), Enterrés vivants, la véritable histoire des 33 mineurs chiliens, Paris, Robert Laffont, 2011 (ISBN 978-2-221-12481-9)
- Izzeldine Abulaish (trad. Michel Faure), Je ne haïrai pas, Paris, Robert Laffont, 2011 (ISBN 2221122852)
- Peter L. Bergen (trad. Michel Faure), Chasse à l'homme. Du 11 septembre à Abbottabad, l'incroyable traque de Ben Laden, Paris, Robert Laffont, 2012 (ISBN 2-221-13323-4)
- Boris Johnson (trad. Michel Faure), Une autre histoire de Londres, Paris, Robert Laffont, 2013 (ISBN 2221131266)
- Qais Akbar Omar (trad. de l'anglais par Michel Faure), Kaboul était un vaste jardin, histoire d'une famille afghane, Paris, Robert Laffont, 2014 (ISBN 2221133307)
- Kate Williams (trad. Michel Faure), Joséphine, désir et ambition, Paris, Robert Laffont, 2015 (ISBN 978-2-221-14482-4)
- Un Royaume d'olives et de cendres  (trad. Michel Faure), Paris, Robert Laffont, 2017 (ISBN 9782221200254)
- Michael Wolff (trad. Michel Faure), Le Feu et la fureur, Paris, Robert Laffont, 2018 (ISBN 2221218361)